# Jean-Georges Stuber
Jean-Georges Stuber, né le 23 avril 1722 à Strasbourg et mort dans la même ville le 30 janvier 1797, est un pasteur, pédagogue, piétiste, linguiste et musicien français, prédécesseur de Jean-Frédéric Oberlin au Ban de la Roche.

## Biographie

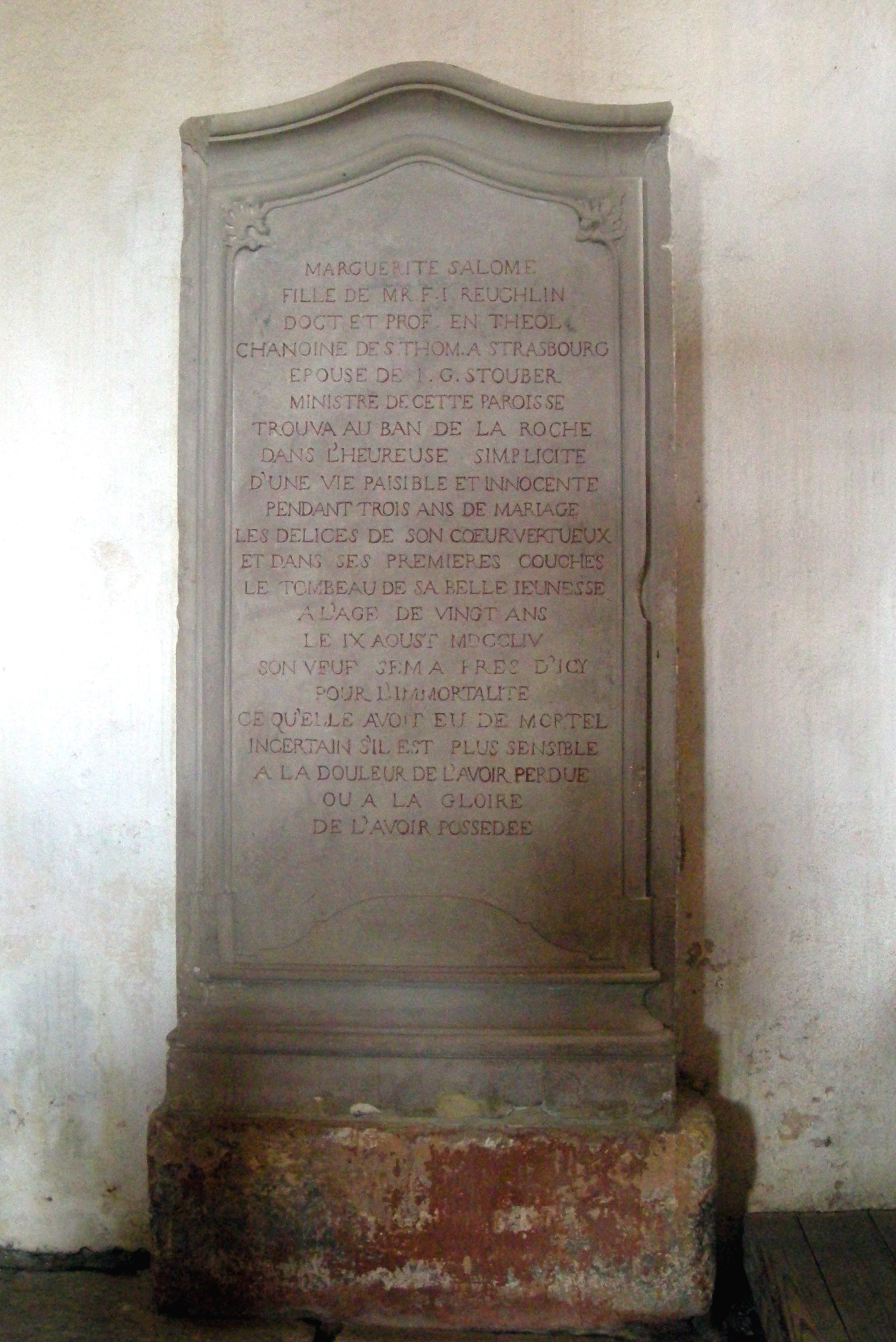
Pierre tombale de Marguerite-Salomé Stuber à l'église de Waldersbach

Jean-Georges Stuber naît à Strasbourg le 23 avril 1722. Il poursuit ses études dans la même ville, d'abord au gymnase protestant où il entre le 13 mars 1730, puis à l'université avant de devenir pasteur.
En 1750, il est nommé une première fois à Waldersbach et y épouse, l'année suivante, Marguerite-Salomé Reuchlin, fille d'un professeur de théologie. À la mort en couches de sa jeune épouse, âgée de 20 ans, le 9 août 1754, il les quittera pour la riche paroisse de Barr. Il prononce son sermon d'adieu le 24 novembre 1754.
À Barr, il se lie avec les frères Lorenz, et se remarie avec leur sœur Anne-Marie. Pourtant, et de nouveau contre l'avis de ses proches, il acceptera avec joie d'être renommé à Waldersbach  de 1760 à 1767, à la demande de ses anciens paroissiens déçus du pasteur nommé à sa suite.
Stuber élabore de nouvelles méthodes pédagogiques, notamment dans le domaine de la lecture, et met en place, vers 1762, une des premières bibliothèques de prêt au monde, que le pasteur Oberlin développera lorsqu'il lui succédera à Waldersbach en 1767. Ce germanophone de naissance est très préoccupé par l'illettrisme de la population. 
Il organise des cours pour enfants et adultes. Il fait œuvre de pionnier dans le domaine de l'éducation des adultes. 

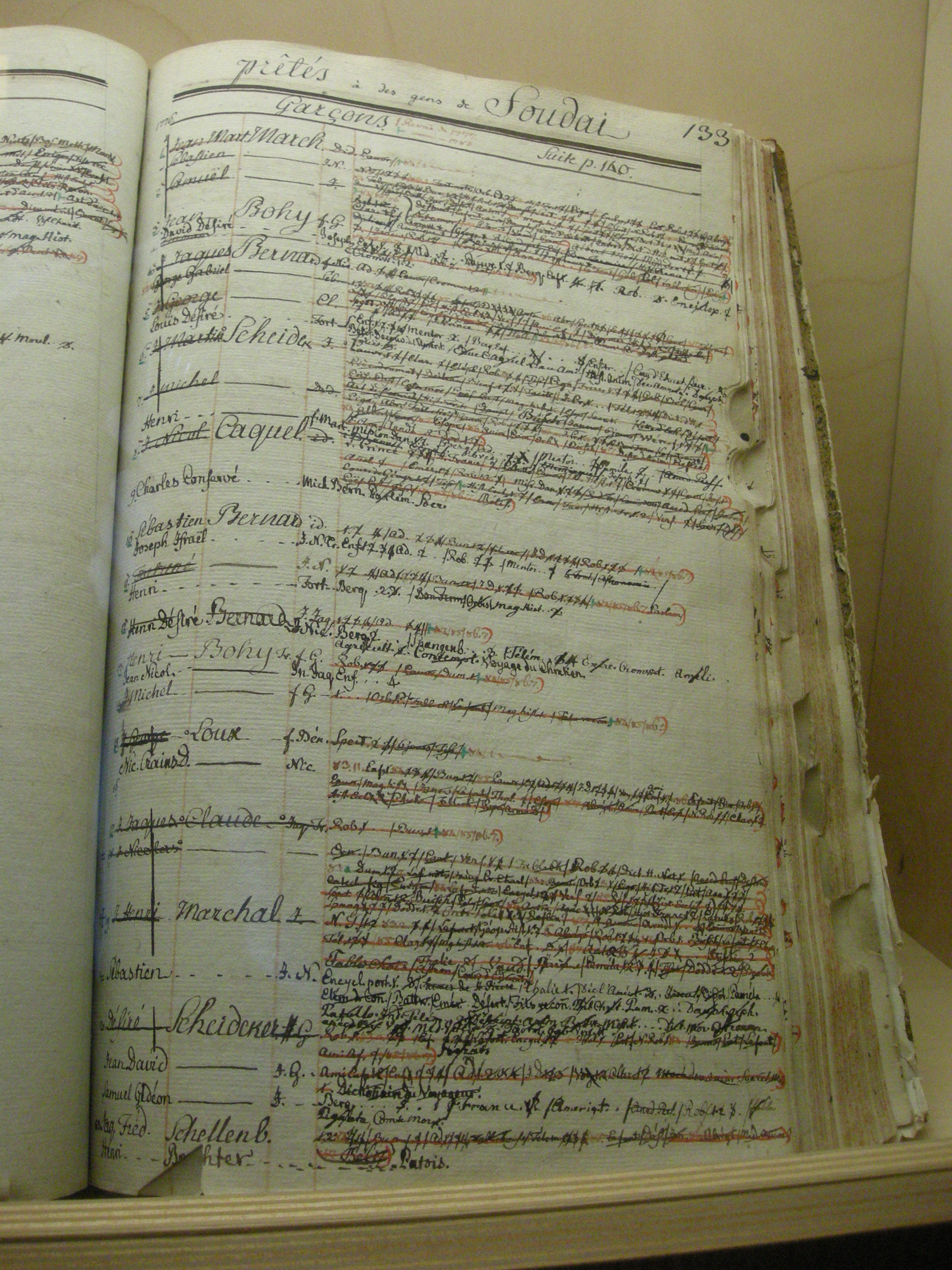
Registre de prêt de la bibliothèque créée par Stuber

En 1766, Stuber, de santé fragile, accepte la cure de Saint-Thomas à Strasbourg, où il exerce son ministère pendant 30 ans. Avant de partir, il prendra soin de chercher un successeur digne de confiance et le trouvera en la personne de Jean-Frédéric Oberlin (1740–1826). Il meurt le 30 janvier 1797.

## Contributions

### L'Alphabet méthodique

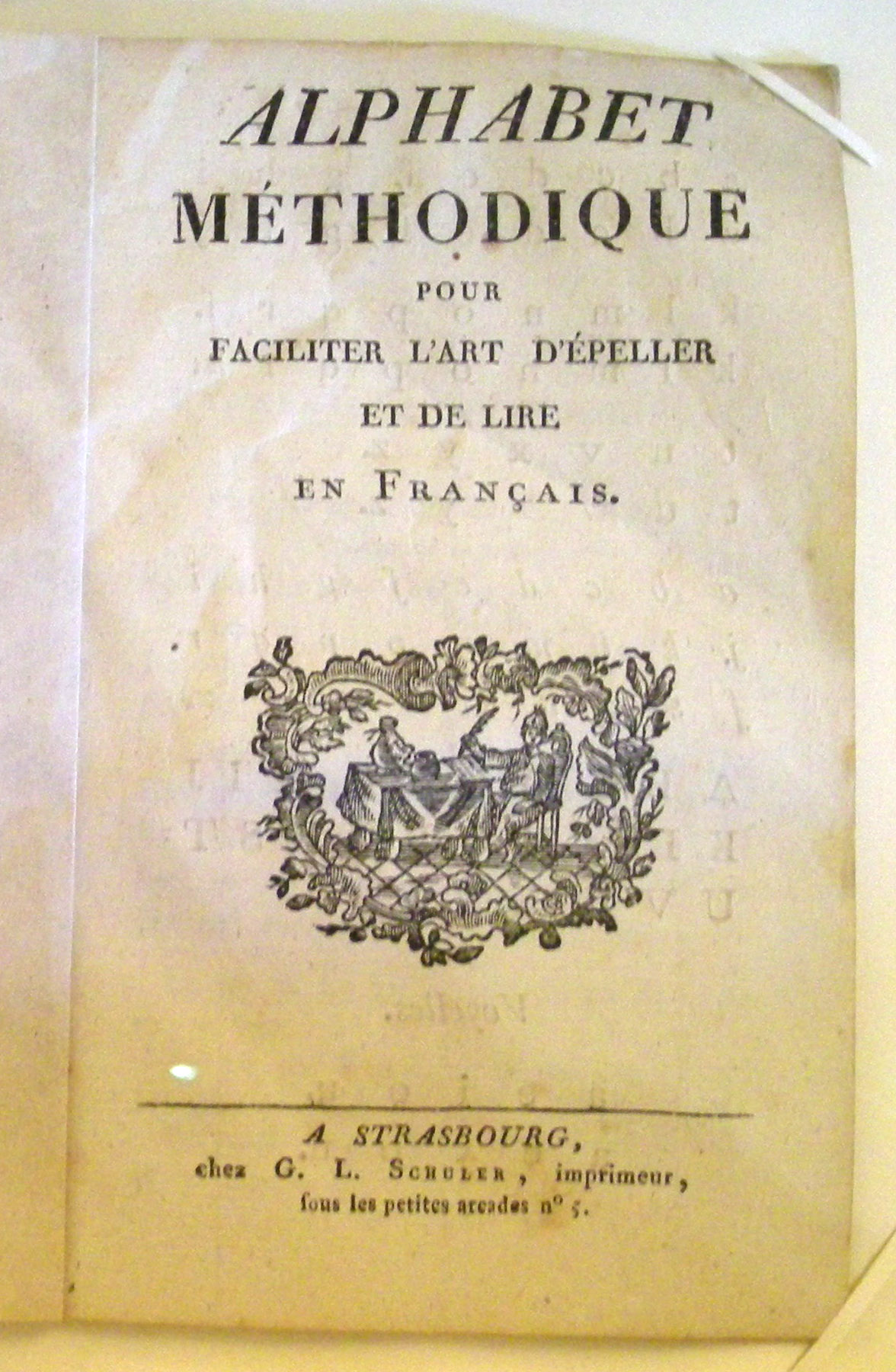
Stuber-Alphabet

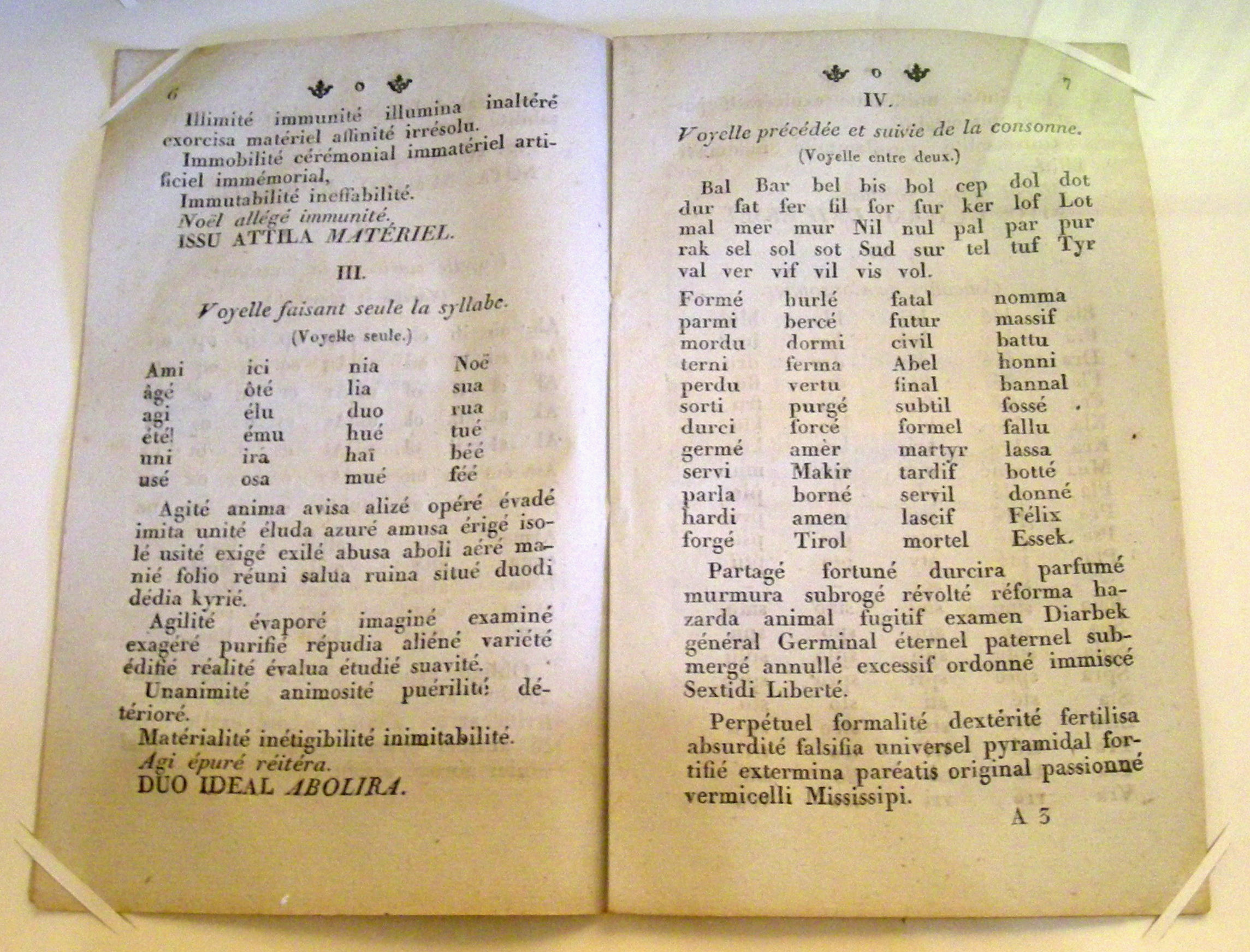
Stuber-Alphabet2

En 1762, il publie, à l'attention de tous ses paroissiens (enfants et adultes des deux sexes), un Alphabet méthodique pour faciliter l'art d'épeller et de lire en français, petit format de 52 pages pour 47 leçons n'ayant d'autre règle que de travailler sur la musicalité naturelle du langage. Chaque leçon isole une prononciation ou une orthographe précises, découlant des différentes possibilités d'agencement des lettres ou de leurs caractéristiques. Des mots, à chanter-rythmer, construits sur le modèle étudié, illustrent sans autre lien entre eux, chacune des leçons. Stuber présente d'abord les « prononciations naturelles », celles où existe une correspondance totale entre graphie et phonie. Après avoir étudié dans ce seul petit livre, les apprenants « seront surpris de pouvoir les lire tous ».
Jusqu'en 1920–1930, de nombreuses générations dans cette région ont utilisé l'Alphabet méthodique. Nous pouvons nous faire une idée de l'effet produit grâce à l'histoire que sa fille a raconté à J. W. Baum au sujet d'un homme 
.
.
.
Les autres méthodes d'apprentissage ludique de la lecture de son époque, voire encore actuellement, relèvent d'une conception didactique où le signe écrit renvoie au mot sans médiation phonologique alors que Stuber crée un outil qui s'ajuste au potentiel du sujet et à sa cognition. On remarque le clin d’œil à l'alphabet sonore de Coménius, la proximité avec la conception rousseauiste des langues, qui avant d'être « parlées » étaient déjà données dans la mélodie, les inflexions vocales, et c'est bien cette entrée par le signe sonore, par la forme qui le distingue :
« Le pari de la méthode c'est que le sens viendra après, on commence par travailler sur le rythme, la sonorité de la langue, l'intensité des mots, etc. On commence par travailler tout ce qui est musical dans la langue, tout ce qui est du domaine de l'expression et on arrive à la compréhension seulement dans un second temps. La seule chose qu'il faut donner c'est des outils, ([…] mettre en place des outils qui lui permettront d'apprendre à lire tout seul, naturellement, c'est une compétence humaine, tout le monde apprend à lire à partir du moment où il a les outils pour. Or pour lui les outils, c'est la mise en place d'une langue correcte organisée du point de vue des sonorités et qui va permettre aux apprenants d'avoir tous les éléments pour construire ensuite du sens, pour construire son langage pour l'entrée dans l'écrit. Ainsi, quelqu'un peut venir de n'importe quelle culture, parler n'importe quelle langue, s'il est confronté à ce type de méthode, il va construire avec les autres un bagage linguistique commun, et ensuite, arrivé au terme de l'affaire, il pourra en faire exactement ce qu'il veut. (…) Concernant les méthodes actuelles, trop souvent les élèves n'ont pas les outils linguistiques leur permettant de se repérer ».

### LeNouveau système de tablature dans la musique
« Conçu à l'origine comme une partition, (l'alphabet méthodique) permit à des générations d'hommes […] d'accéder à la lecture courante puis, grâce aux livres de la bibliothèque de prêt, à la culture, en exerçant leurs capacités d'écoute, d'apprentissage du rythme et de la nuance. Confronté à l'accès au solfège, qui constitue une barrière culturelle infranchissable pour ces pauvres paysans, il élabore aussi un système astucieux afin de rendre accessible à tous la lecture des chants qui embellissent leur misérable quotidien, les aidant de cette façon a dépasser la simple nécessité de satisfaire leurs besoins vitaux ». Il s'agit d'entrées par la forme, comme un principe de Gestalt, une physique visuelle.
Le Nouveau système de tablature dans la musique est construit sur le modèle des portées réunies des clés de sol et fa pour les notations de grande amplitude (piano, harpe, etc.). Plutôt que de réunir deux portées de cinq lignes chacune, il propose la réunion de deux portées de six lignes, ce qui a l'avantage de permettre une correspondance à l'identique du nom des notes sur les portées dans les deux clefs, seule subsiste la distinction de hauteur. Le « système » pouvant aussi s'adapter aux clés d'ut.
Si ce système lui semble le plus naturel, il est conscient qu'il ne sera pas facile de « l'introduire », aussi en invente-t-il un autre conservant cinq lignes : les notes gardent toujours la même position sur la portée, quelle que soit la clé utilisée.
.

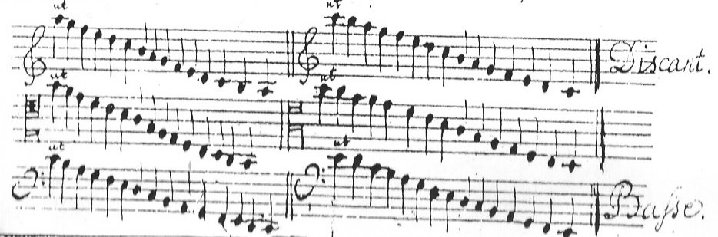
Nouveau système de tablature dans la Musique (simplification du solfège).

Stuber propose que les élèves apprennent les deux clés (modèle classique des clés de sol ou fa), modèles qui, ensuite, pourront être utilisés indifféremment en fonction de la tessiture requise pour le chant. Ainsi, comme il l'explique, une fois le choix fait de la clé « normale » à apprendre, celle de fa pour les instituteurs par exemple, il pourra donner la même partition aux enfants en clé de sol (modifiée) pour signifier que les voix qui sont plus aiguës ont à chanter une autre mélodie, chacun pourra ainsi lire sa partie en « étant entendu de tout le monde » et sans qu'il soit besoin de nombreuses années de solfège pour y parvenir. Dans chaque colonne, on a pour chaque clé le même emplacement des notes (même noms).

### Une des premières bibliothèque de prêt d'ouvrages en Europe
La bibliothèque de prêt d'ouvrages, appelée à un brillant avenir, qu'il met en place consolidera les connaissances nouvellement acquises de ses paroissiens en rendant possible une pratique régulière. Parmi les nombreux ouvrages (environ 80) circulant entre les villages, parfois morcelés en plusieurs tomes, figurent des livres de botanique, d'écrits historiques (Histoire biblique de Lyon), d'agriculture, d'environnement (spectacle de la nature), d'auteurs mystiques (Monique François raconte : « Anne Verly, mère de Sara Banzet, emprunte un livre de la grande mystique du Moyen Âge Hildegarde von Bingen : ce n'est pas exactement un auteur facile) », des romans (Robinson, Fénelon), des traités de pédagogie (Télémaque, Civilité moderne…), des recueils de chant et de musique et des abonnements spécialisés (magazine des enfants et adolescents).

## Principaux écrits et publications[13]
- Révision des psautiers de Marot et Théodore de Bèze, 1747
- Cantiques spirituels (2 années de travail) publiés en 1758
- Livret de Nouvel An Découvrir Dieu dans la nature et la Révélation rédigé pour les paroissiens de Barr, 1759
- Alphabet méthodique pour faciliter l'art d'épeler et de lire en français
  - Première édition, G. L. Schuler, Strasbourg, 1762
  - Alphabet méthodique pour faciliter l'art d'épeller et de lire en françois sur Gallica, 1789 (5e édition), Strasbourg, Lorenz & Schouler
  - Alphabet méthodique pour faciliter l'art d'épeller et de lire en françois sur Gallica, n.d., Strasbourg, G.-L. Schuler
  - Alphabet méthodique pour faciliter l'art d'épeller et de lire en françois sur Gallica, 7e  éd. retouchée
- L'Essentiel de la foi chrétienne, 1770
- Joseph reconnu, 1771, et Isaac ou le Sacrifice d'Abraham, 1772, deux drames bibliques de Métastase traduits de l'italien
- Seconde édition des Cantiques choisis, 1773
- Traduction de Mathieu (Luther « corrigé »), 1773 puis de l'Épître aux Romains, la lettre aux hébreux, 1774 (publications refusées)
- « Histoire de la paroisse de Waldersbach », Annales du Ban de la Roche, 1774
- Alphabet méthodique allemand, 1774
- Avec Jacques-Jérémie Oberlin, Révision du glossaire du patois du Ban-de-la Roche, 1774
- Préparation à l'éternité, 1775
- 3e édition des Cantiques choisis, 1779
- Courtes prières, 1781 — Avec la troisième édition de l'Alphabet méthodique
- Traduction du Nouveau Testament de David Martin, corrigée par Roques à Bâle, 1782
- Statuts d'une république chrétienne ou le message du royaume des cieux, 1785 [14]
- Publication d'un commentaire français de l'épitre aux Romains, 1785
- 4e édition des Cantiques spirituels, 1786
- Publication d'une version allemande des épitres de Paul, 1786